# Marion Romanelli
Marion Romanelli (Aix-en-Provence, 24 luglio 1996) è una calciatrice francese, difensore del Saint-Étienne.
Con la maglia della nazionale francese under 17 si è laureata campione del mondo di categoria nell'edizione di Azerbaigian 2012

## Palmarès

### Nazionale
- Campionato mondiale under 17: 1

2012